# Сумное
Сумное (каз. Сумное) — село в Кызылжарском районе Северо-Казахстанской области Казахстана. Входит в состав Виноградовского сельского округа. Код КАТО — 595045400.
Самый северный населённый пункт Казахстана. У села находится озеро Сумное, 2 км к западу от села расположено озеро Белое.

## Население
В 1999 году население села составляло 381 человек (183 мужчины и 198 женщин). По данным переписи 2009 года, в селе проживало 251 человек (128 мужчин и 123 женщины).